# Àngela Jové i Puigventós
Àngela Jové i Puigventós (El Prat de Llobregat, 12 de gener de 1955) és una actriu catalana de teatre i professora de veu i dicció en llengua catalana. Va abandonar els seus estudis en dret per formar-se com a actriu a l'Institut del Teatre de Barcelona, i des de llavors ha representat registres diversos. Des de l'any 1974, treballa en diferents grups de teatre independent com ara el Grup de Teatre Independent "L'estaca" o la Companyia de Teatre Urbà de Barcelona. És membre del Teatre Kaddish, així com del Teatre Lliure, des de l'any 2006. Ha treballat sota la direcció de Roberto Romei, Helena Munné, Àngels Aymar, Pere Sagristà, Joan Castells, Antonio Simón, Pep Munné i Josep Costa, entre d'altres. És també l'autora del llibre de poesia Jo em despullo, publicat l'any 2000 per l'editorial Rúbrica, l'any 1998 fou guardonada amb el Premi Amic del Prat per la seva trajectòria com a actriu i l'any 2005 fou guardonada amb el Premi a la millor actriu de repartiment Alex Gorina pel seu paper a El diable compartit. L'abril del 2019 es va anunciar que formaria part, com a independent, de la candidatura Junts pel Prat a les eleccions municipals del seu poble natal del mes de maig en el número 3 de la llista.

## Filmografia[2][5]

### Cinema
- Un tren dalt d'un pont (2011)
- No me pidas que te bese porque te besaré (2008)
- Lo major de mí (2007)
- Fuerte Apache (2006)
- Tu vida en 65 minutos (2006)
- Excuses (2003)

### Televisió
- La Riera (2016)
- Música secreta (2007)
- Jet lag (2007)
- Hospital Central (2004)
- La Mari (2002)
- Laberint d'ombres (2000)

### Teatre
- Pornografia (2018)
- Enverinades (2018)
- Espècies desprotegides (2018)
- Desig sota els oms (2017)
- Al i oli (2017)
- La importància de ser Frank (2016)
- Bona gent (2014)
- Hedda Gabler (2013)
- Prime time (2012)
- Gertrude Stein y una señorita de compañía (2012)
- Els nostres tigres beuen llet (2012)
- Electra (2011)
- Entremès de dos estudiants (2010)
- Elektra (2010)
- Jaula (2009)
- European House (2009)
- Ricardo III (2007)
- Santa Joana dels Escorxadors (2007)
- Otelo (2007)
- Europena House (2006)
- Las tres hermanas (2005)
- El diable compartit (2005)
- Flor de otoño (2004)
- Gertrude Stein y una señorita de compañía (2003)
- Entre el dubte i el matís (2002)
- Matem els homes (2002)
- Brainstorm (2002)
- Hurracan (2002)
- La barca nova (1999)
- Patates (1999)
- Entretenim el Sr. Sloane (1998)
- Contes dels boscos de Viena (1994)
- Jo em despullo (1994)
- Vint per vint (1989)